# Kitty Empire
Kitty Empire (Montréal, 1970) è una scrittrice e critica musicale canadese attualmente impiegata per The Observer.

## Biografia
Empire nacque a Montreal, Quebec nel 1970 e viaggiò tra Canada, Italia ed Egitto, per poi stabilirsi in Regno Unito nel 1988. 
Empire studiò al Wadham College, ad Oxford ed alla Thames Valley University prima di lavorare alla Royal Shakespeare Company e al teatro Barbican Centre a Londra. Empire cominciò a scrivere di musica per NME nel 1995, continuando per 7 anni. Nel 2002 divenne critica pop per The Observer. Ha inoltre contribuito ad una varietà di pubblicazioni come Elle (US), GQ, Woman's Hour di Radio 4, Newsnight Review, Uncut e The Scotsman. Nel 2007, fu nella giuria per il Mercury Music Prize.